# Богдан-Питешти, Александру
Александр Богдан-Питешти (рум. Alexandru Bogdan-Pitești; при рождении — Александр Богдан; 13 июня 1870, Питешти — 12 мая 1922, Бухарест) — румынский поэт-символист, публицист, художественный и литературный критик. Был также известен как журналист и левый политический агитатор. Состоятельный землевладелец, он занимался благотворительной деятельностью, став известным меценатом и коллекционером произведений искусства. Он являлся одним из главных румынских пропагандистов современного искусства, а также был спонсором румынского символистского движения. Вместе с другими деятелями постимпрессионизма и символистами, Богдан-Питешти основал Societatea Ileana, которая стала одной из первых румынских организаций, посвящённых продвижению авангарда и независимого искусства. Он был также известен своей дружбой с писателями Жорисом Карлом Гюисмансом, Александру Мачедонски, Тудором Аргези и Матею Караджале, а также являлся спонсором многих других деятелей культуры, в частности художников Штефана Лукьяна, Константина Артачино и Николае Вермонта. В дополнение к его литературной и политической деятельности, Александру Богдан-Питешти был также живописцем и графиком.
Большая часть спорной политической карьеры Богдана-Питешти, в связи с его поддержкой анархизма, была посвящена активизму и поддержке революции. 
Богдан-Питешти также интересовался оккультизмом и поддерживал тесные контакты с Жозефом Пеладаном, проспонсировал его поездку в Бухарест (1898). Он неоднократно арестовывался властями, в том числе за подстрекательство к мятежу во время выборов 1899 года, а позже был признан виновным в шантаже банкира Аристида Бланка. 
В конце своей жизни Богдан-Питешти издавал ежедневную германофильскую газету Seara, а также возглавлял литературно-политический кружок, который выступал против участия Румынии в Первой мировой войне на стороне Антанты. Он был арестован в последний раз после окончания войны, к тому времени он успел стать объектом общественной ненависти. Загадки и противоречия в карьере Богдана-Питешти до сих пор вызывают интерес у многих историков искусства и литературы.